# Kanzigiri
Kanzigiri är ett periodiskt vattendrag i Burundi.   Det ligger i provinsen Kirundo, i den norra delen av landet, 140 kilometer nordost om huvudstaden Bujumbura.
Omgivningarna runt Kanzigiri är en mosaik av jordbruksmark och naturlig växtlighet. Runt Kanzigiri är det tätbefolkat, med 308 invånare per kvadratkilometer.